# Stenomacrus anceps
Stenomacrus anceps là một loài tò vò trong họ Ichneumonidae.